# 布萊克本山
86°17′S 147°16′W / 86.283°S 147.267°W
布萊克本山（英語：Mount Blackburn）是南極洲的山峰，位於瑪麗伯德地，處於斯科特冰川以東，海拔高度3,275米，該山峰在1934年12月由美國探險隊發現，以率隊的地質學家命名。